# Oxycarenidae
Famille
Synonymes
- Oxycareninae Stål, 1862[2]
- Aneuropharina Aneuropharina, 1884 [3]

Les Oxycarenidae sont une famille d'insectes hétéroptères (punaises), de la super-famille des Lygaeoidea (infra-ordre des Pentatomomorpha).

## Description
Il s'agit de punaises au corps allongé, parfois en forme de goutte, et souvent aplati, à la face dorsale ponctuée, et parfois myrmécomorphes. Au sein des Lygaeoidea, les Oxycarenidae se distinguent par des stigmates (ou spiracles) abdominaux ventraux, à l'exception du deuxième segment abdominal, où ils sont dorsaux (par contraste avec les Rhyparochromidae, Lygaeidae, Blissidae et Geocoridae). Ils ont des ocelles non entourés d'un sillon (par contraste avec les Cymidae, Ninidae et Cryptorhamphidae). Ils ont les marges latérales du pronotum arrondies ou faiblement carénées (par contraste avec les Artheneidae). Les mâles portent des touffes de soies ou des peignes sur le septième sternite abdominal (parfois aussi sur le sixième), mais qui sont parfois peu visibles. Ces formations sont associées à des cellules sécrétrices. La tête est prognathe, avec des antennes et le rostre à quatre articles. Le pronotum n'a pas sillon transversal dans sa partie antérieure. Les hémélytres ont la bordure aplatie. Les fémurs antérieurs sont en général épineux. ces punaises mesurent de 1,8 à 6 mm de long,,,.
D'autres caractéristiques sont l'absence de latérotergites, la spermathèque réduite ou absente (comme chez les Idiostolidae), une disposition des trichobothries abdominales, placées submédialement par trio sur les sternites 3 et 4, absentes du sternite 5, et par paires latérales sur les sternites 6 et 7 ; un segment génital (à l'apex de l'abdomen) tronqué chez les femelles ; l'édéage et les paramères allongés et relativement minces (à l'extrémité pour les paramères).

## Répartition et habitat
Les Oxycarenidae ont une répartition cosmopolite, mais avec la plus grande diversité dans l'hémisphère Est, surtout dans les écozones paléarctiques et afrotropicale. Certaines espèces ont été introduites par l'activité humaine ailleurs que dans leur zone d'origine, comme Oxycarenus hyalinipennis, originaire d'Afrique, et maintenant rencontrée en Asie, en Europe, au Moyen-Orient, en Amérique du Sud et dans les Antilles. Il est maintenant également présent en Amérique du Nord, où on pense qu'il a également pu être amené depuis les Antilles par des ouragans, bien que la voie d'importation par l'Homme ait par ailleurs été vérifiée des centaines de fois.
En Europe, la Punaise de la lavatère, Oxycarenus lavaterae, se répand assez rapidement de la Méditerranée vers le Nord, profitant du réchauffement climatique.

## Biologie
Ces punaises sucent principalement les graines de plantes, surtout de Malvaceae, mais également de Sterculiaceae, Tiliaceae, Anacardiaceae, Asteraceae (pour les genres Metopoplax, Microplax), Boraginaceae, Cistaceae (genre Macroplax), Lamiaceae, Rosaceae, Rutaceae (genre Brachyplax) et Solanaceae,,. Elles semblent polyphages. Selon Péricart, elles sont de tendance xéro-thermophile, c'est-à-dire aimant les milieux secs et chauds.
Oxycarenus lavaterae peut former de regroupements importants notamment pendant l'hiver, sur des troncs de tilleuls en particulier.

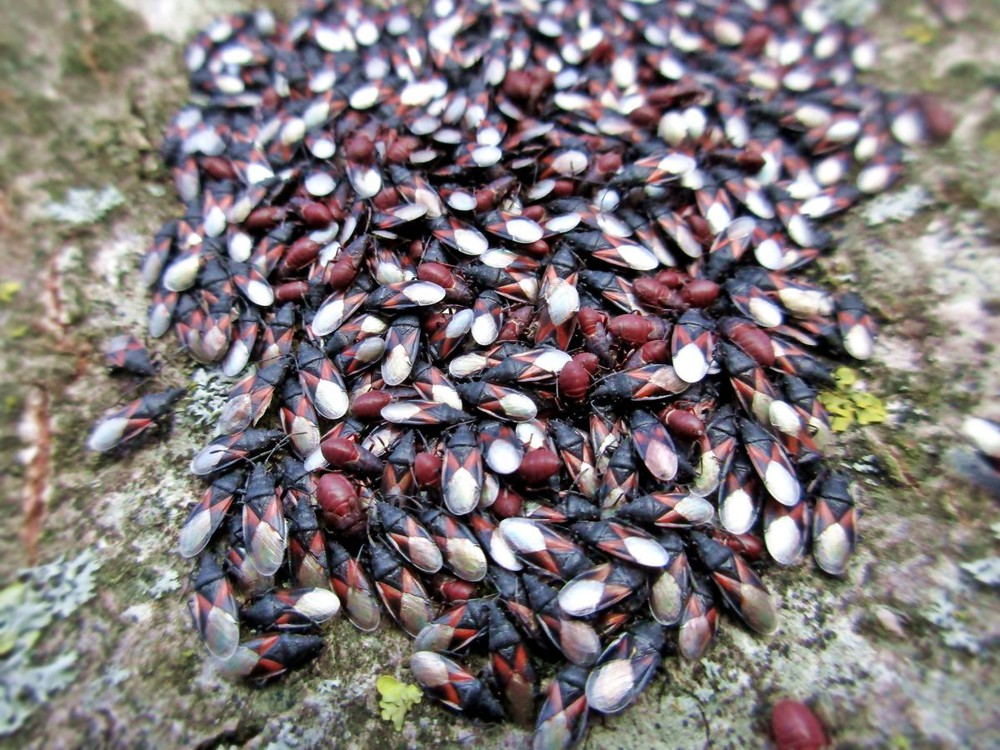
Regroupement d’O. lavaterae sur un tronc, Pays-Bas.
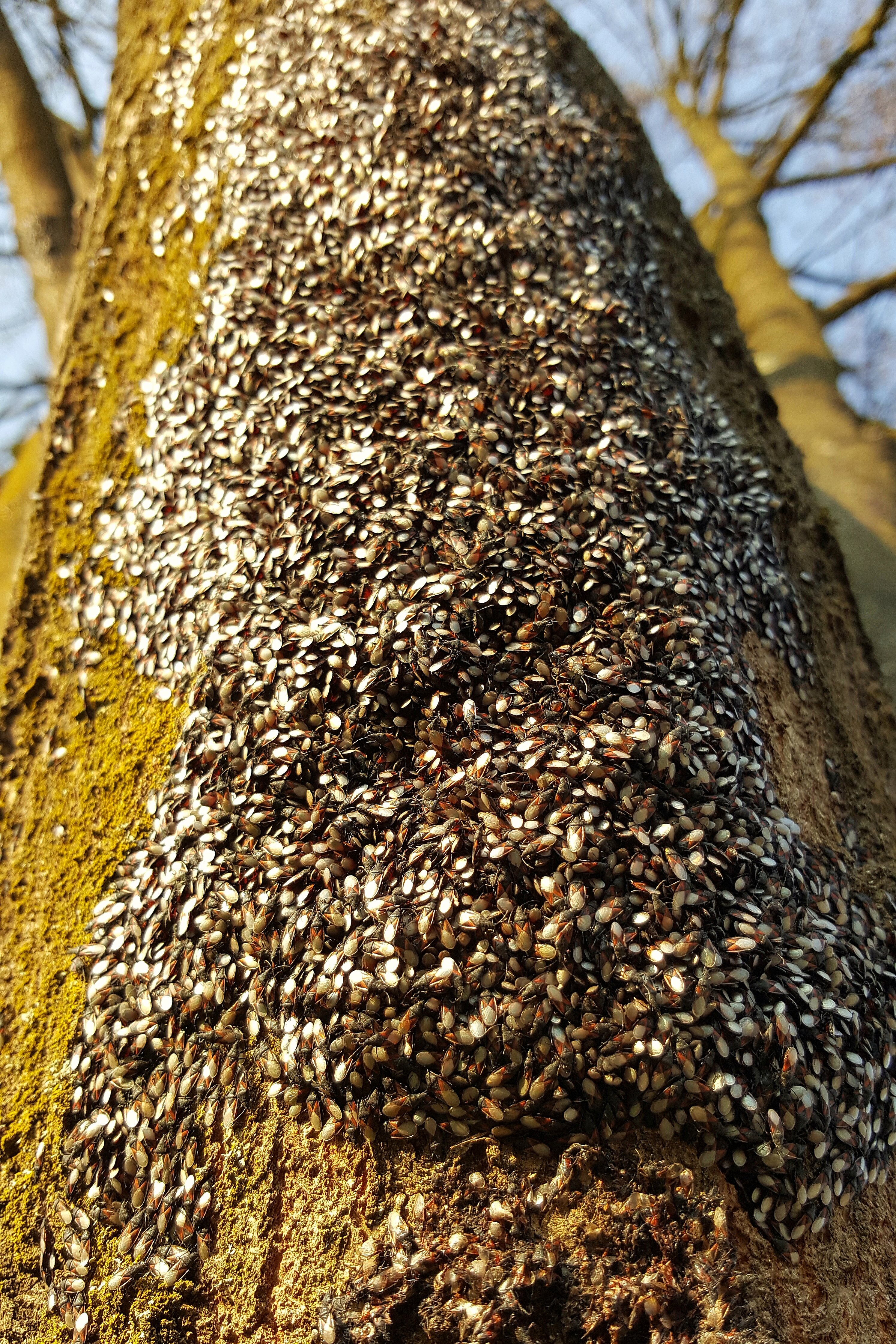
Oxycarenus lavaterae, regroupement hivernal (mi-mars) sur un tronc, Slovénie.

Chez O. hyalinipennis, une femelle peut pondre jusqu'à 110 œufs, soit individuellement, soit par groupe de trois ou quatre, dans la fibre de coton, près de la graine. L'incubation dure 4 à 8 jours. Après l'éclosion, les larves restent ensemble pendant une demi-heure avant de se disperser pour chercher à manger. Les juvéniles passent par cinq stades larvaires avant de devenir adultes. Une nouvelle génération peut prendre 20 jours pour apparaître. On rencontre environ trois à quatre générations par année, parfois jusqu'à sept. La dernière génération annuelle quitte les plantes hôtes pour chercher un abri et entrer en diapause hivernale en regroupement.

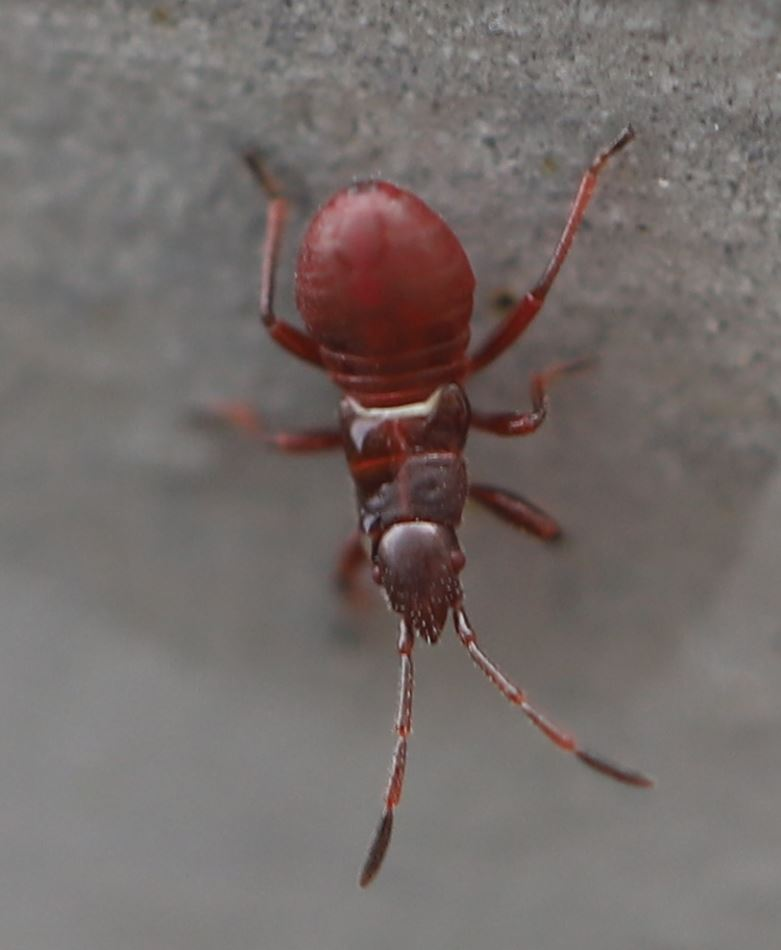
Juvénile de punaise de la lavatère (O. lavaterae), Allemagne.
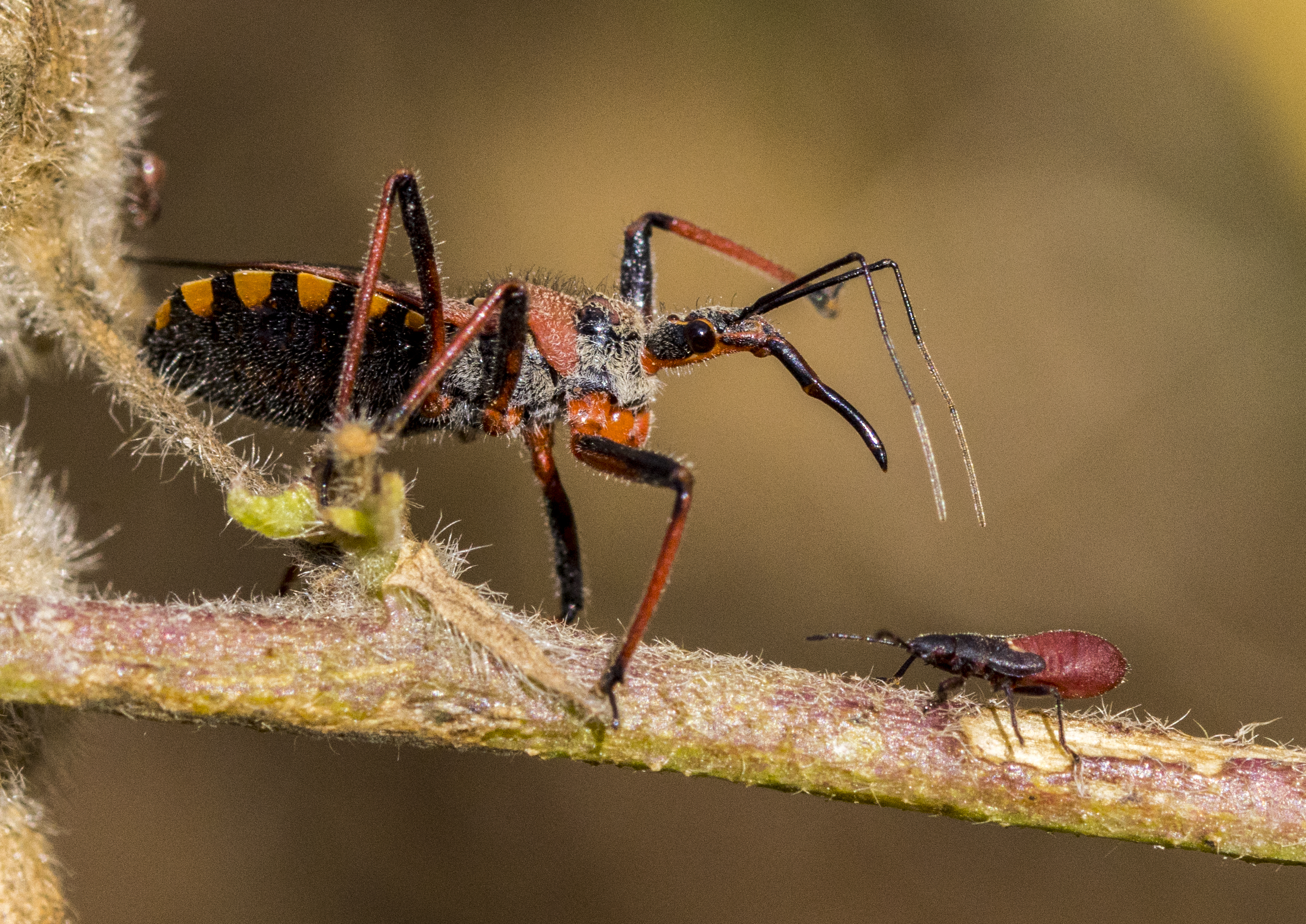
Juvénile d’O. lavaterae prédaté par un Reduve.

## Impact économique
Certaines espèces s'en prennent aux cultures de coton (elles sont d'ailleurs parfois appelées « cotton bugs » en anglais, c'est-à-dire « punaises du coton ») et d'autres cultures de Malvaceae, avec parfois un impact économique important. Elles réduisent le poids des graines, leur quantité d'huile, ainsi que leur pouvoir germinatif. Elles peuvent également tacher le coton, amoindrissant sa qualité. Les cultures d'okra (ou gombo) et d'hibiscus peuvent aussi être affectées. Certaines espèces sont d'ailleurs devenues résistantes aux pesticides,,. Une espèce de protistes pathogènes des plantes, Phytomonas oxycareni, a été identifiée comme provenant de la salive d’Oxycarenus lavaterae.

## Systématique
Ce taxon (regroupement supragénérique) a été défini en 1862 par l'entomologiste suédois Carl Stål (1833-1878) sous le nom d'« Oxycarenida ». À l'époque, une trentaine d'espèces sont déjà décrites. Lethierry & Severin en font déjà une famille séparée en 1894, mais la plupart des auteurs les considèrent plutôt comme une sous-famille des Lygaeidae dans la conception large qui a prévalu jusqu'en 1997,. C'est Thomas J. Henry qui, dans sa révision des Lygaoidea dans une perspective phylogénique, rétablit leur statut de famille.
Un catalogue est disponible en ligne avec les références, sur le site Lygaeoidea Species Files. Il n'y a aucune subdivision en sous-famille ou en tribus. La famille contient un peu moins d'une trentaine de genres, avec environ 140 espèces décrites.
Le genre type est Oxycarenus, décrit en 1837, et l'espèce type O. lavaterae, décrite déjà en 1787 (la seule espèce de la famille à avoir été décrite au XVIIIe siècle).

### Fossiles
Un genre fossile a été décrit, †Procrophius, avec trois espèces découvertes dans le Colorado, datant du Priabonien (fin de l'Éocène supérieur, entre −37 et −34 millions d'années),.

### Liste des genres
Selon BioLib (25 novembre 2022), complété à partir de Lygaeoidea Species Files :
- genre Anomaloptera Perris in Amyot & Serville, 1843
- genre Auchenodes Horváth, 1891
- genre Barberocoris Miller, 1951
- genre Bethylimorphus Lindberg, 1953
- genre Bianchiella Reuter, 1907
- genre Bogdiana Kerzhner, 1964
- genre Brachyplax Fieber, 1860
- genre Bycanistellus Reuter, 1890
- genre Camptotelus Fieber, 1860
- genre Crophius Stål, 1874
- genre Dycoderus Uhler, 1901
- genre Jakowleffia Puton, 1875
- genre Leptodemus Reuter, 1900
- genre Macroplax Fieber, 1860
- genre Macropternella Slater, 1957
- genre Mayana Distant, 1893
- genre Metopoplax Fieber, 1860
- genre Microplax Fieber, 1860
- genre Neaplax Slater, 1974
- genre Neocamptotelus Hoberlandt, 1987
- genre Neocrophius Henry & Dellapé, 2015
- genre Notocoderus Henry & Dellapé, 2009
- genre Oxycarenus Fieber, 1837
- genre Philomyrmex R.F. Sahlberg, 1848
- genre Tropidophlebia Kerzhner, 1964
- genre Urvaschia Hopp, 1987
- genre †Procrophius Scudder, 1890

### Genres présents en Europe
Les genres suivants sont présents en Europe, selon Fauna Europaea (25 novembre 2022), soit 31 espèces dans 17 genres :
- Anomaloptera
- Auchenodes
- Bethylimorphus
- Bianchiella
- Bogdiana
- Brachyplax
- Camptotelus
- Jakowleffia
- Leptodemus
- Macroplax
- Macropternella
- Metopoplax
- Microplax
- Neocamptotelus
- Oxycarenus
- Philomyrmex
- Tropidophlebia

En France, on compte 18 espèces dans 9 genres.

### Genres présents au Canada
Au Canada, on rencontre deux espèces de Crophius, C. bohemani et C. disconotus, l'espèce arctique Macroplax variegata, Metopoplax ditomoides (arrivé d'Europe, via les États-Unis), de même que M. fuscinervis, autre espèce paléarctique.

## Galerie

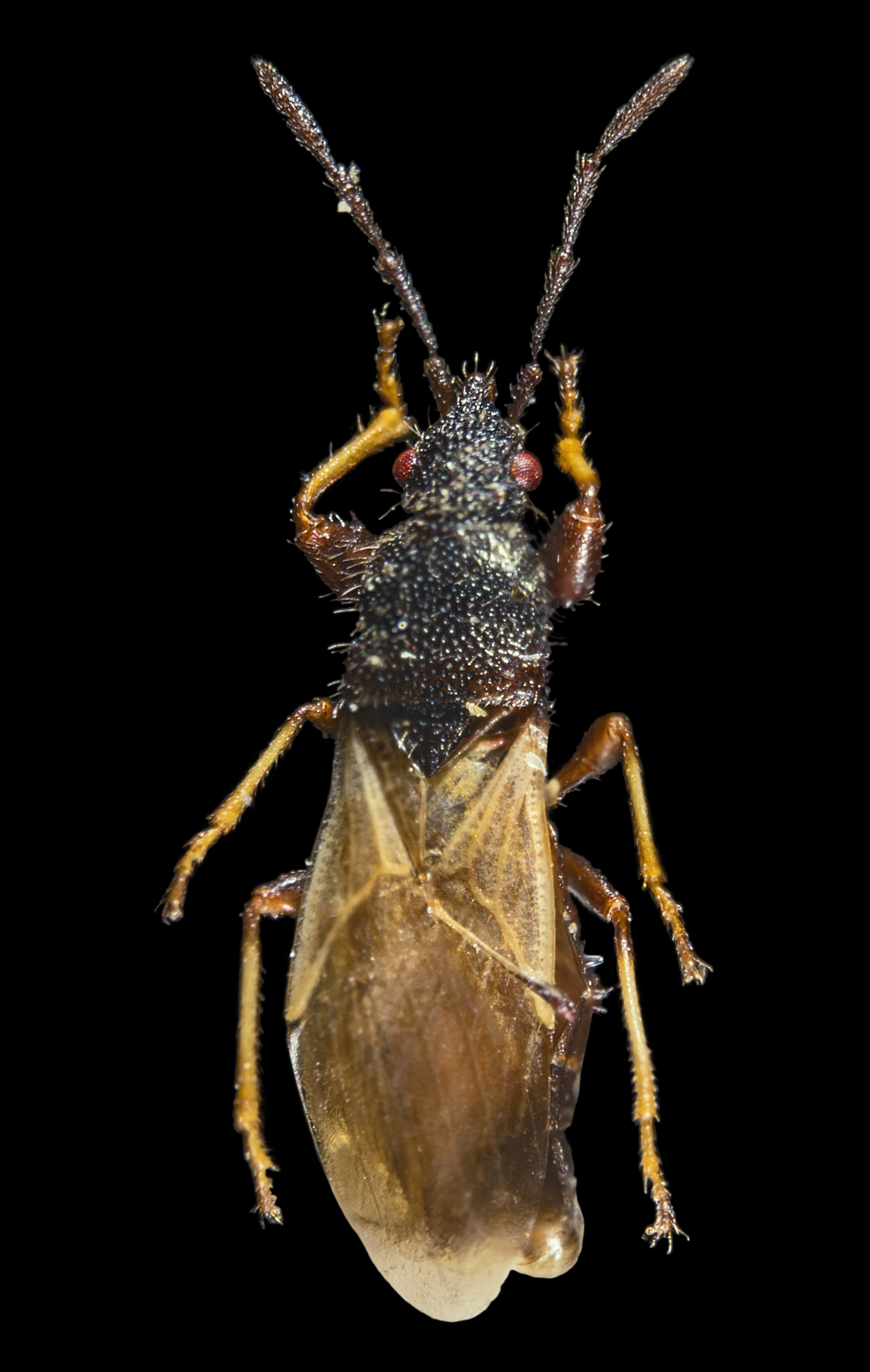
Brachyplax tenuis, Toulouse.
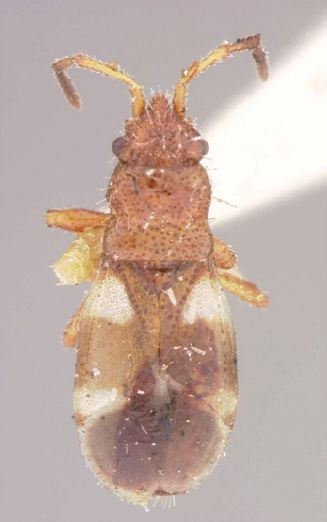
Dycoderus picturatus, femelle, États-Unis.
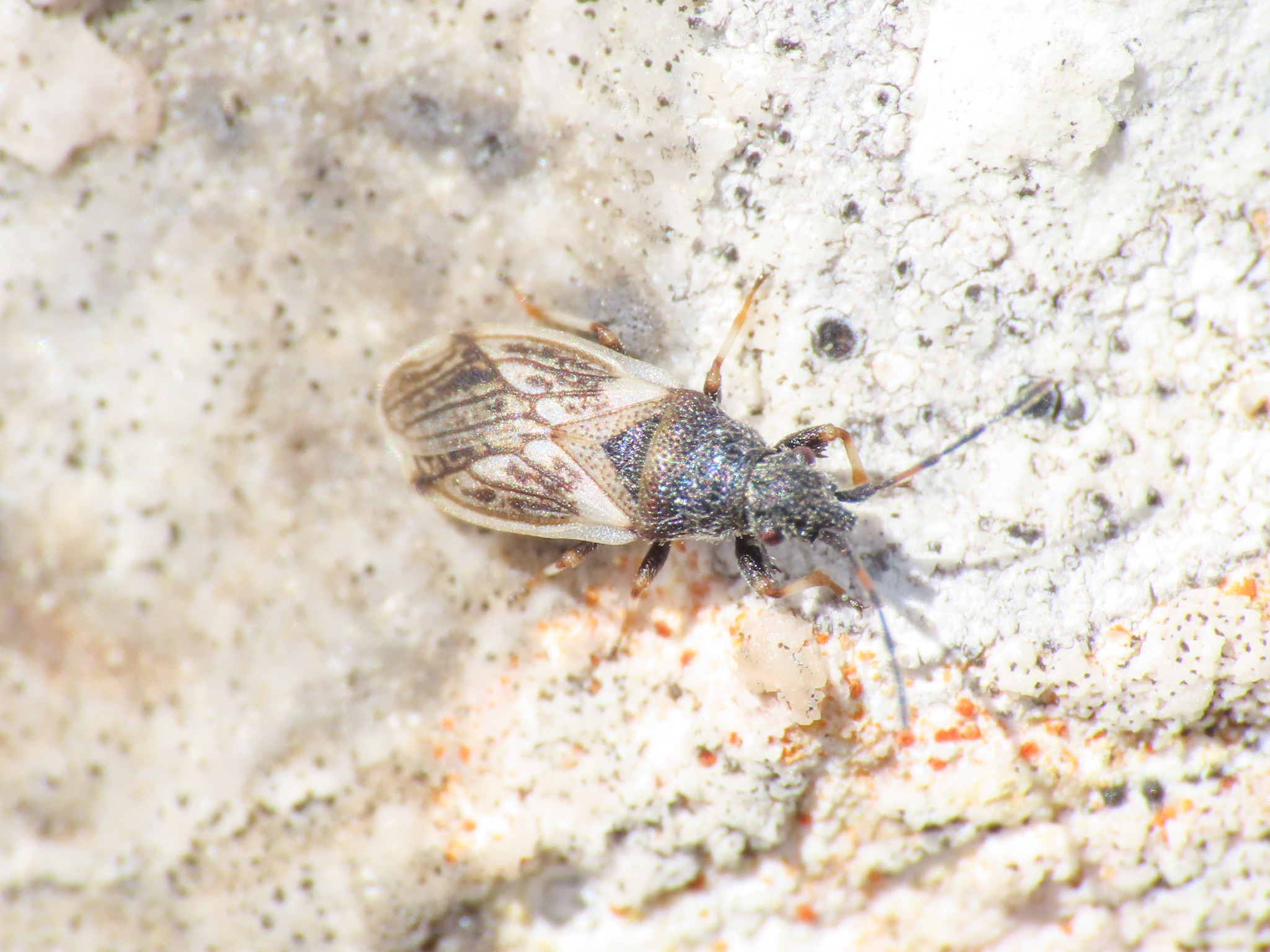
Macroplax preyssleri, Italie.
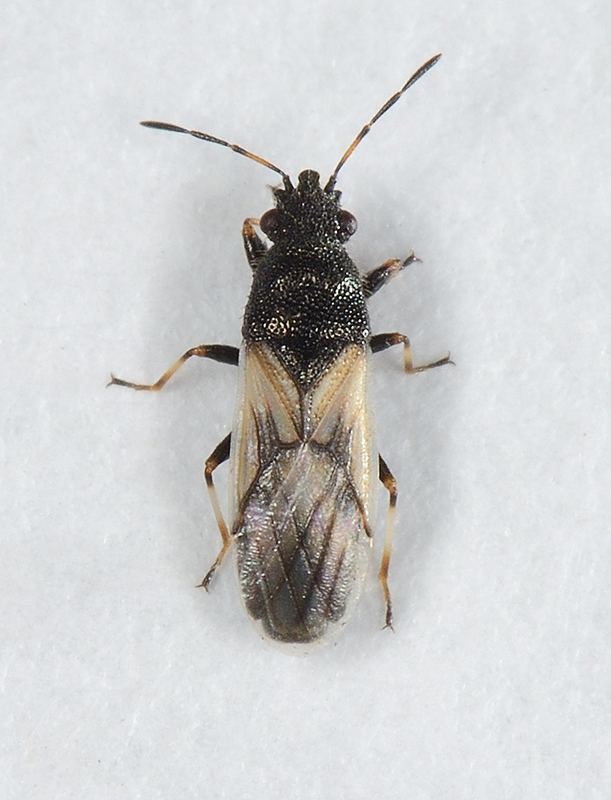
Metopoplax ditomoides, Pays-Bas.
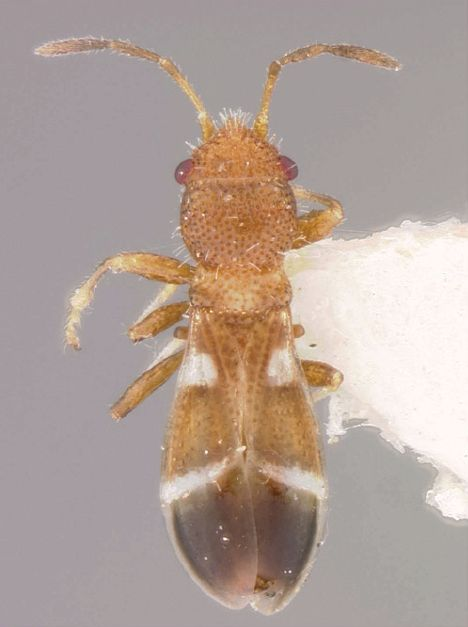
Notocoderus argentinus, Argentine.
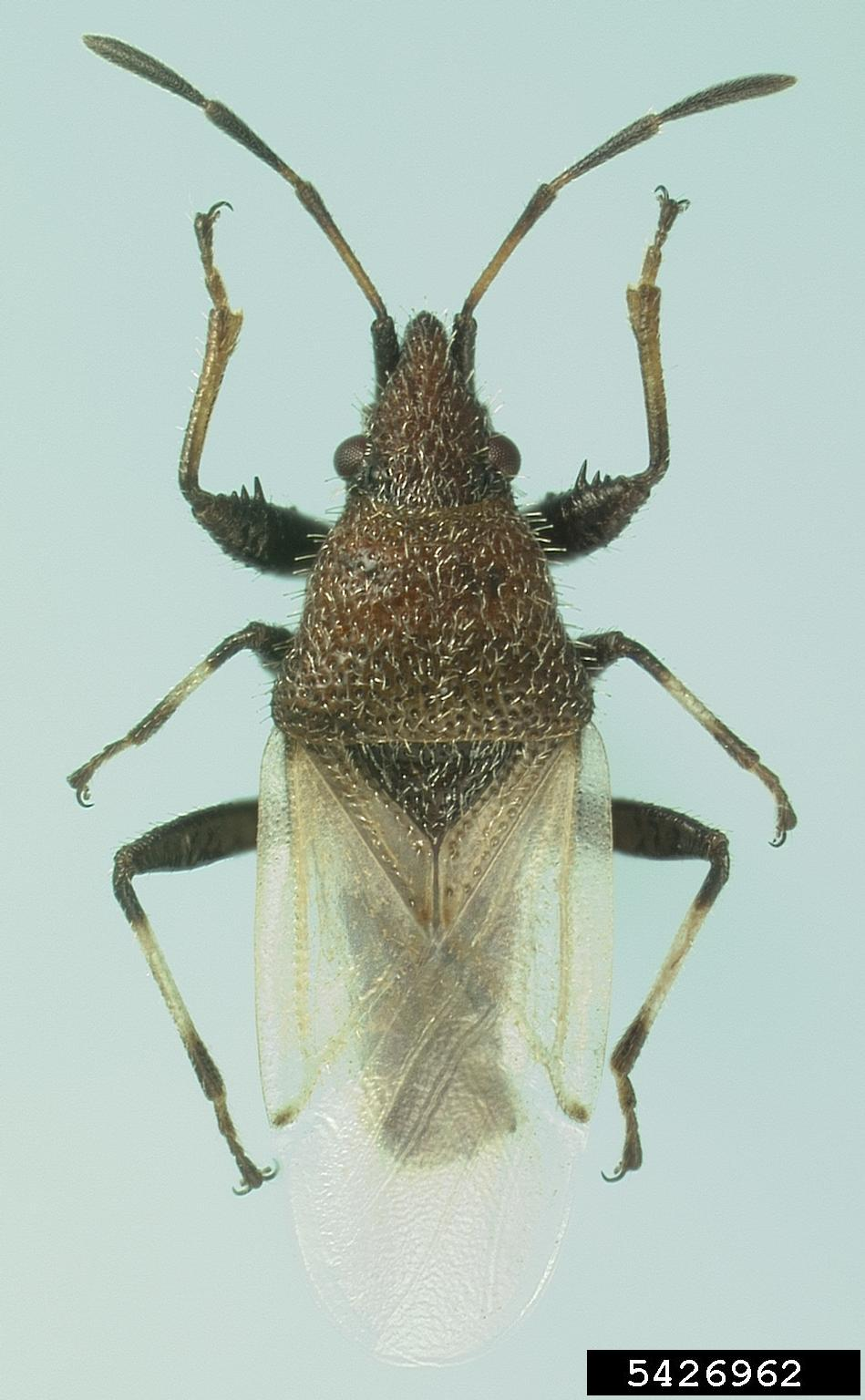
Oxycarenus hyalinipennis.
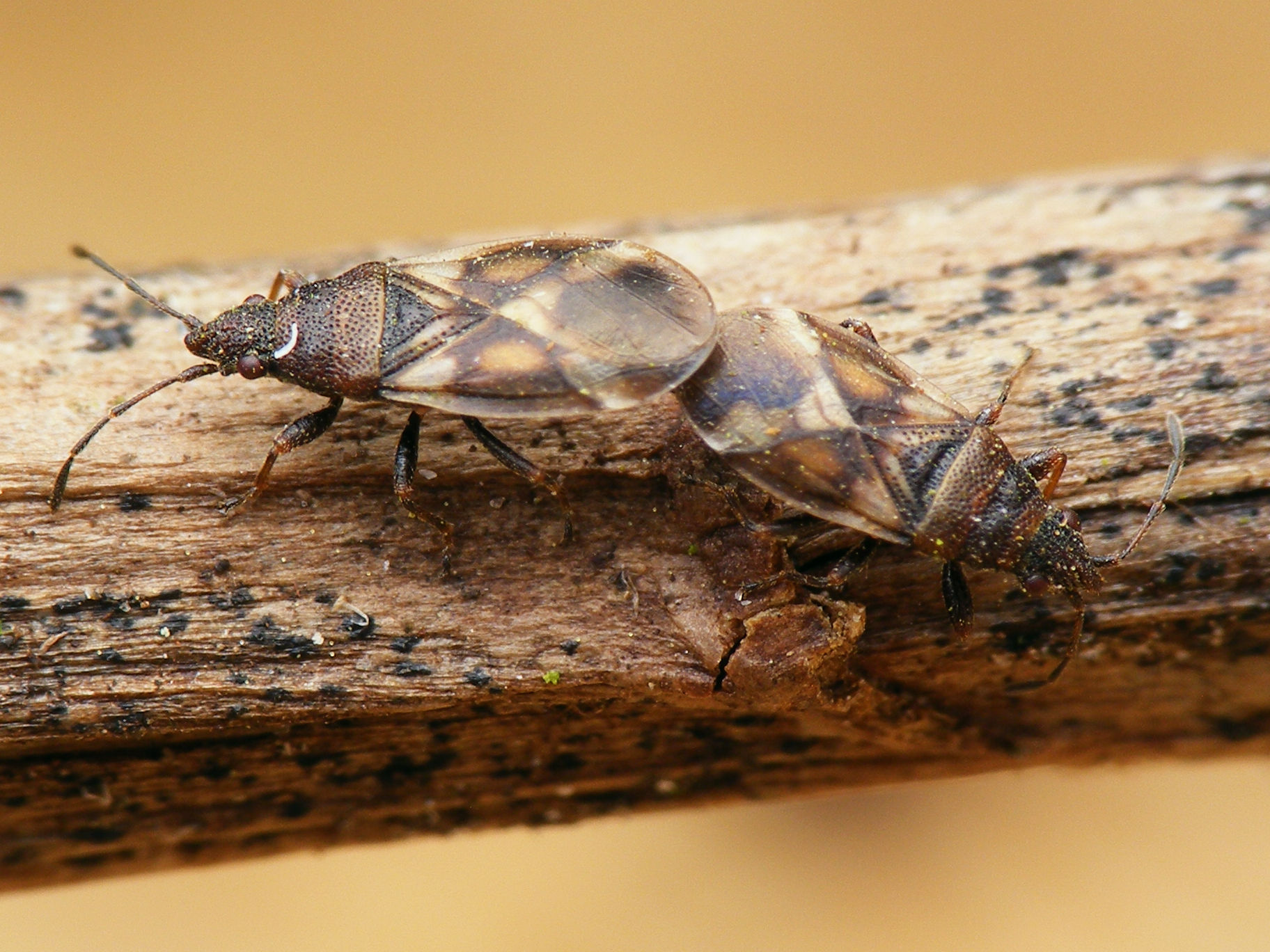
Oxycarenus modestus, accouplement, Pays-Bas.
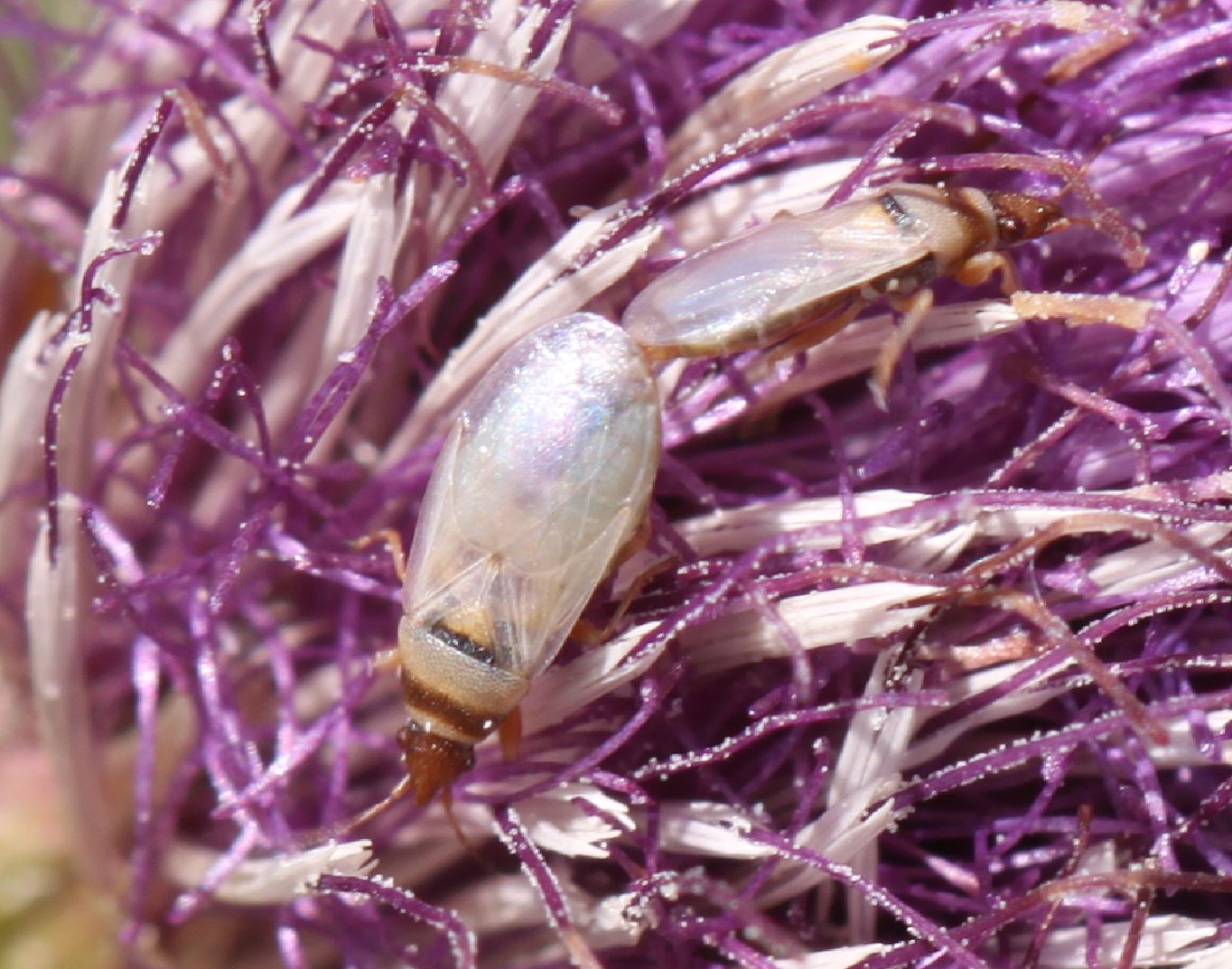
Oxycarenus pallens, Allemagne.
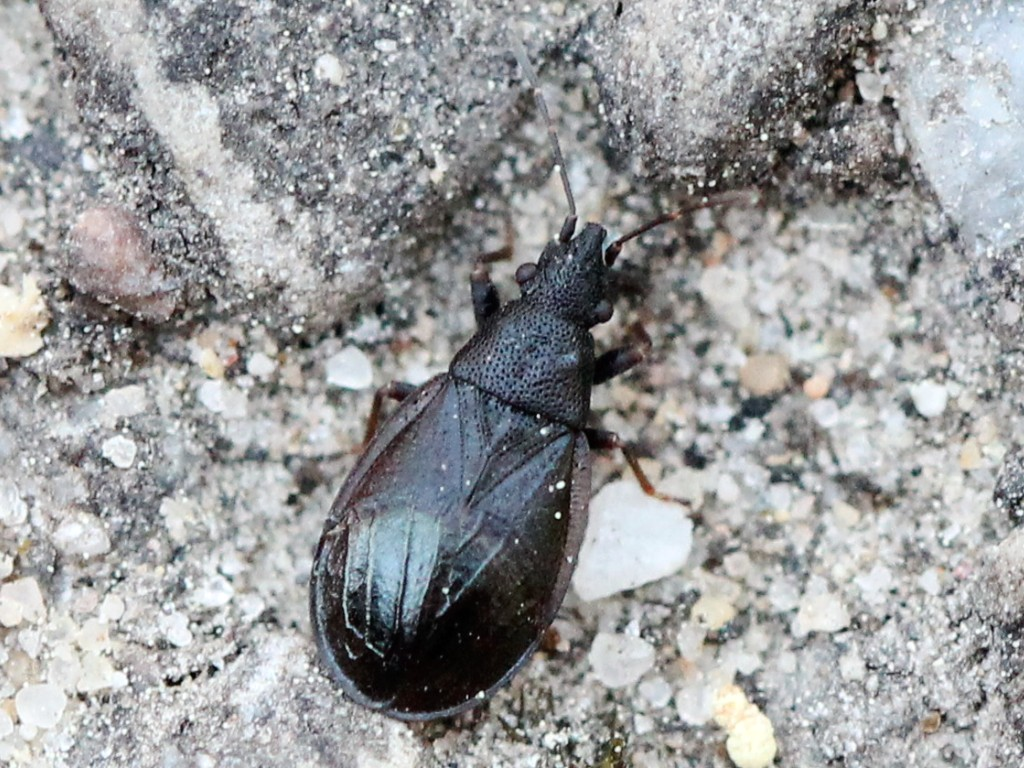
Philomyrmex insignis, Lettonie.